# Ursula (Erzählung)
Ursula ist der Titel der fünften Erzählung des 1877 in Buchform publizierten Züricher-Novellen-Zyklus von Gottfried Keller. Erzählt wird vor dem Hintergrund der Religionskriege in der Mitte des 16. Jhs. die Liebesgeschichte Hansli Gyrs, reformierter Rottmeister des Züricher Heeres, und Ursula Schnurrenbergers, einer Schwärmerin der Täuferbewegung.

## Inhalt
Der Reisläufer Hansli Gyr kehrt 1523 nach jahrelanger Abwesenheit aus der Lombardei mit dem Züricher Heer aus Italien in seine Heimat am Zürichsee zurück (Kap. 1). Inzwischen hat sich in Zürich die Reformation Zwinglis und in den Dörfern des Umlandes die Täuferbewegung der Schweizer Brüder gegen den Katholizismus durchgesetzt. Hansli plant, das väterliche Anwesen am Berg Bachtel, das die Nachbarn Schnurrenberger nach dem Tod seiner Eltern gepflegt haben, zu bewirtschaften und deren Tochter Ursula, seine Kinderliebe, zu heiraten. Doch er muss zu seinem Schrecken feststellen, dass das sektiererische Wesen des Täufertums die Schnurrenbergers völlig verändert hat: Er freut sich über den liebevollen Empfang durch das Mädchen, ist jedoch sehr erstaunt, wie sie ihm sogleich die Ehe ohne kirchliche oder administrative Form anbietet. In der Brüdergemeinschaft seien alle nur Gott verantwortlich und nicht mehr den alten Organisationen und Ritualen. Sie erwartet von ihrem zukünftigen Mann, dass er sich der religiösen Bewegung anschließt und sich ihrem Vater, deren zukünftigem Oberhaupt, unterordnet.
Im Haus des Bauern Enoch Schnurrenberger trifft Gyr auf dessen närrischen Freunde, v. a. den „kalte[n] Wirtz von Gossau“ und den „Schneck von Agasul“, die in ihren schwärmerischen Reden das kurz bevorstehenden Reich Gottes auf Erden prophezeien und sowohl den Papst als auch die neue reformierte Obrigkeit und ihr Haupt, das „Päpstlein in Zürich“, gemeint ist Zwingli, ablehnen und Hansli als dessen Kriegsknecht verspotten. Im künftigen tausendjährigen Reich werde es keinen Zehnten und keinen Grundzins geben, alle Frondienste würden abgeschafft, ebenso der Privatbesitz.
Gyr nimmt die Schwärmer nicht ernst und will sich in Zürich über die Reformen Zwinglis, den er als Feldprediger in der Schlacht bei Marignano kennen und schätzen gelernt hat, informieren (Kap. 2). Als Zwingli ihm erklärt, dass er zwar das Söldnertum im Dienst ausländischer Mächte ablehne, seine Reformation aber mit Waffengewalt zu verteidigen und durchzusetzen bereit sei, wird Gyr sein Anhänger und Rottmeister der Züricher Soldaten.
Die Täufer radikalisieren sich zunehmend und geraten in Konflikt mit den Zürichern Reformierten (Kap. 3). Die verwirrte Ursula erkennt ihren Verlobten bei seinem letzten Besuch nicht mehr und hält ihn für den Engel Gabriel, der sie ins Paradies führe. Die Züricher verfolgen die fanatisierten Täufer, lösen ihre Gemeinden auf und sperren die nicht Kooperationsbereiten in einen Turm. Als Hansli von der Verhaftung Ursulas und ihrer Eltern erfährt, öffnet er ihnen nachts heimlich die Türen und verhilft ihnen zur Flucht. Die Täufer fliehen, ziehen sich in die umliegenden Dörfer zurück.
Gyr gibt seine Hoffnung auf eine Beruhigung der Baptistenszene auf, verkauft seinen Hof am Berg Bachtel und engagiert sich in Zwinglis Projekte (Kap. 4). Als Rottmeister nimmt er an den Kappelerkriegen teil und versucht, Zucht und Ordnung bei den Zürcher Knechten aufrechtzuerhalten, was deren Unwillen erweckt. Als Rache locken sie ihn in ein Gasthaus und machen ihn betrunken. In dieser Situation betört ihn die schöne Kellnerin Freska von Bergamo, aber er entdeckt einen Ring an ihrem Finger, der demjenigen gleicht, den er einst Ursula übergestreift und den sie zurückgewiesen hat. Freska sagt ihm, sie sei fest einem Mann verbunden, der als Bandit und als Auftragsmörder im Gefängnis sitzt. Reuig erinnert sich Hansli an Ursula: Freska hält einem Banditen die Treue, er aber wollte ein Mädchen vergessen, das nichts weiter als religiös verwirrt ist.
Gyr kehrt in seine Heimat zurück, wo große Unruhe herrscht: Zwischen den reformierten und den katholischen Kantonen kommt es zum Kappeler Krieg (Kap. 5). Als Ursula hört, dass Hansli Männer für den Feldzug anwirbt, löst sich ihre Verwirrung auf und sie sieht den ehemaligen Verlobten wieder in seiner wahren Identität. Sie rüstet sich mit Proviant aus, zieht dem Heerzug nach und verbirgt sich zwischen den Wurzeln einer alten Buche im Wald. Durch diesen Wald bricht die Hauptmacht der Katholischen hindurch und besiegt die Züricher Streitmacht vollständig. Unter den Toten sind Zwingli und viele seiner Anhänger. Gyr hat nach tapferen Kämpfen überlebt, muss aber zurückweichen, fällt in einen Graben und bleibt bewusstlos liegen. Dort findet ihn Ursula und bringt ihn mit Hilfe zweier katholischer Männer ins Kloster Kappel, wo sie ihn gesund pflegt.
Nach der Rückkehr in ihre Heimat erfahren sie, dass Ursulas Vater tot ist und die Mutter im Sterben liegt. Sie heiraten nach den bestehenden Vorschriften, bewirtschaften den Schnarrenberger-Hof, der als „Gyrenhof“ noch ca. zweihundert Jahre von ihren Nachkommen bewohnt wird. Vorbeikommende „Winkelpropheten“ erhalten von ihnen ein erfrischendes Getränk: „[I]mmer trieben sie etwas Schnurriges, obgleich sie nicht mehr predigten. Ihre Art spukt indes ab und zu immer noch um jenen Berg herum“.

## Historischer Hintergrund
Mit Ursula hat Keller seiner Heimatstadt, die ihn zu ihrem Staatsschreiber gemacht und dadurch seine ständige materielle Not behoben hatte, ein Denkmal gesetzt, in dem er sich klar für die staatstragende Zürcher Reformation Zwinglis ausspricht und die Schweizer Brüder zwar als liebenswürdige Originale, zugleich aber auch als Verwirrte darstellt. In weiten Teilen referiert die Erzählung historische Fakten aus dem Müsser- und dem Zweiten Kappelerkrieg, erwähnt den Bildersturm des Jahres 1525 und führt auf diese Weise gut in eine Epoche ein, die für das heutige Zürich grundlegend wurde. Auch die Festsetzung zahlreicher Täufer im Ketzerturm sowie deren rätselhafte Befreiung, im Volksglauben durch einen Engel, ist historisch. Trotz der teilweise didaktischen Zielrichtung des Textes leuchtet Kellers poetisches Können immer wieder auf, so in den grotesk verstiegenen Bekehrungsreden der Täufer, aber auch bereits in der Einleitung:
Wenn die Religionen sich wenden, so ist es, wie wenn die Berge sich auftun; zwischen den großen Zauberschlangen, Golddrachen und Kristallgeistern des menschlichen Gemütes, die ans Licht steigen, fahren alle häßlichen Tatzelwürmer und das Heer der Ratten und Mäuse hervor. So war es zur ersten Reformationszeit auch in den nordöstlichen Teilen der Schweiz...
- oder wenn er Zwinglis Tod auf dem Schlachtfeld alle hässlichen Begleiterscheinungen ignorierend so beschreibt:
Er hatte nicht geschlagen, sondern war nur mannhaft bei den Seinigen im Gliede gestanden, um zu dulden, was ihnen bestimmt war. Er war mehrmals gesunken, als die Flucht begonnen, und hatte sich wieder erhoben, bis ein Schlag auf und durch den Helm ihn an und auf der Mutter Erde festgehalten. Die sinkende Sonne glänzte ihm in das noch feste und friedliche Antlitz; sie schien ihm zu bezeugen, daß er schließlich nun doch recht getan und sein Amt als ein Held verwaltet habe. Wie die große goldene Welthostie des gereinigten Abendmahles schwebte das Gestirn einen letzten Augenblick über der Erde und lockte das Auge des darniederliegenden Mannes an den Himmel hinüber.

## Film
- Ursula wurde 1978 von Egon Günther in einer Koproduktion von DDR-Fernsehen und Schweizer Fernsehen mit Matthias Habich als Zwingli verfilmt. Aufgrund seiner sexuellen Freizügigkeit und seines unorthodoxen Umgangs mit Kirche und Reformation geriet der Film in beiden Ländern zum Skandal und beendete Günthers Karriere in der DDR.